# Ichthus-Stein

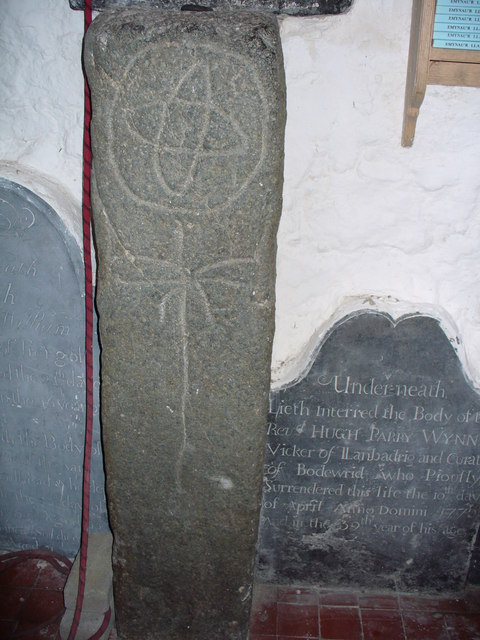
Ichthus-Stein

Der Ichthus-Stein ist ein frühchristlicher Skulpturenstein. Er befindet sich an der Westmauer in der Old Church of St Padrig von Llanbadrig an der Cemaes Bay, an der Nordküste von Anglesey, in Wales.
Der Stein war bis 1884 unter dem Putz der Kirche verborgen. Er trägt die frühchristlichen Symbole des Fisches und der Palme, wobei letztere Jerusalem bedeutet. Ähnliche Steine wurden in den Calixtus-Katakomben in Rom gefunden.

Fischsymbol

Die Inschriften sind repräsentativ für Grabsteine des 9. bis 11. Jahrhunderts, von denen es auf Anglesey mehrere gibt. Nach geologischen Untersuchungen wird er als von Anglesey stammend angesehen. Er wurde ursprünglich als Menhir (englisch Standing stone) aufgestellt. Ein ähnlicher Stein, von dem angenommen wird, dass er etwa 4500 Jahre alt ist, wurde in einem Feld in der Nähe von Llanerch-y-medd gefunden.

## Kontext
Über 570 mittelalterliche Skulpturensteine, freistehende Kreuze und Cross-Slabs sind heute aus Wales bekannt. Dazu gehören auch zwei kürzlich entdeckte Steine von Llanfihangel Ysgeifiog auf Anglesey und fünf neu entdeckte Monumente aus dem westlichen Pembrokeshire.